# André Pernet (componist)
André Pernet (Les Diablerets, 28 november 1923 - aldaar, 19 september 2009) was een Zwitsers componist, dirigent, bugelist en trompettist.

## Levensloop
Pernet speelde al op 13-jarige leeftijd flügelhorn in het plaatselijke fanfareorkest. Later werd hij als trompettist lid van een militair muziekkorps van het Zwitserse leger en studeerde aldaar muziek. Verder is hij bezig als muzikant in een folkloristisch orkest Diablerets. 
Pernet was dirigent van het Fanfareorkest Edelweiss Les Diablerets en van La fanfare « Echo du Chamossaire » de La Forclaz.
Hij werkte verder als componist en schreef vooral voor blaasorkesten, folkloristische groepen en ensembles, accordeon en alpenhoorn en heeft rond 500 werken op zijn naam staan. Vanaf 1953 was hij lid van de "SUISA" de Zwitserse vereniging van auteursrechten. Hij vertegenwoordigde Zwitserland ook bij verschillende gelegenheden in de omliggende staten en zelfs 1979 in de toenmalige Sovjet-Unie. 